# Regionalizacja fizycznogeograficzna Azji
Polska geografia fizyczna nie wypracowała dotychczas jednolitej regionalizacji fizycznogeograficznej Azji i jest ona w dużej mierze na tradycji. Tym niemniej różnice między kolejnymi wersjami są niewielkie. 
Pełną regionalizację fizycznogeograficzną Azji przedstawili w 1966 Z. Czeppe, J. Flis i R. Mochnacki w Geografii fizycznej świata: 
1. Azja Północna
- Nizina Zachodniosyberyjska
- Wyżyna Środkowosyberyjska
- Syberia północno-wschodnia
- Daleki Wschód
- obszary górskie Syberii Południowej

2. Azja Centralna
- Nizina Turańska i Pogórze Kazachskie z otaczającymi górami
- Kotlina Dżungarska
- Kotlina Kaszgarska
- Tybet
- Wyżyna Mongolska

3. Azja Wschodnia
- Chiny monsunowe
- Mandżuria (Chiny północno-wschodnie)
- Półwysep Koreański
- Wyspy Japońskie

4. Azja Południowa
- Półwysep Indyjski i Cejlon
- Półwysep Indochiński
- Archipelag Malajski i Filipiny

5. Azja Zachodnia
- Azja Mniejsza
- Wyżyna Armeńska
- Kaukaz
- Wyżyna Irańska
- Nizina Mezopotamska
- Wyżyna Syryjsko-Palestyńska
- Półwysep Arabski

Regionalizacja fizycznogeograficzna Azji przedstawiona przez Jana Mityka w Geografii fizycznej części świata z 1975 w zasadzie pokrywa się z powyższą. Mityk: 
- wydzielił z Azji Centralnej Azję Środkowo-Zachodnią obejmującą Nizinę Turańską i Pogórze Kazachskie
- Azję Zachodnią nazwał Azją Południowo-Zachodnią
- Azję Południową podzielił na Indie i Azję Południowo-Wschodnią obejmującą Indochiny, Malaje i Filipiny
- wyróżnioną przez Z.Czeppego, J.Flisa i R.Mochnackiego jednostkę Półwyspu Koreańskiego nazwał Masywem Chińsko-Koreańskim.

W Słowniku geografii świata z 1977 autorzy A. Dominik, K. Królikowski i J. Szaflarski wyróżnili w Azji następujące wielkie regiony geograficzne: 
- Azja Zachodnia obejmująca Azję Mniejszą, Półwysep Arabski, Kaukaz i Wyżynę Irańską
- Azja Środkowa obejmująca sowieckie republiki Turkmeńską, Uzbecką, Tadżycką, Kirgiską i niekiedy Kazachską
- Azja Centralna obejmująca Tybet, Mongolię, Kaszgarię i Dżungarię z przyległymi górami
- Azja Południowa obejmująca subkontynent indyjski z Cejlonem
- Azja Południowo-Wschodnia obejmująca Indochiny, Malaje i Filipiny
- Azja Wschodnia (Daleki Wschód) obejmująca Chiny wschodnie i północno-wschodnie, Koreę, Japonię i pacyficzne regiony ZSRR
- Azja Północna obejmująca Syberię i dorzecza zlewiska Morza Arktycznego.